# Camanche
Camanche is een plaats (city) in de Amerikaanse staat Iowa en valt bestuurlijk gezien onder Clinton County.

## Demografie
Bij de volkstelling in 2000 werd het aantal inwoners vastgesteld op 4215.
In 2006 is het aantal inwoners door het United States Census Bureau geschat op 4290, een stijging van 75 (1,8%).

## Geografie
Volgens het United States Census Bureau beslaat de plaats een oppervlakte van
24,4 km², waarvan 22,6 km² land en 1,8 km² water. Camanche ligt op ongeveer 182 m boven zeeniveau.

## Plaatsen in de nabije omgeving
De onderstaande figuur toont nabijgelegen plaatsen in een straal van 16 km rond Camanche.